# 深井新田 (吉川市)
深井新田（ふかいしんでん）は、埼玉県吉川市の大字。郵便番号は342-0011。

## 概要
吉川市北部に位置し、かつては千葉県流山市大字深井新田とともに江戸川東岸の新田（東葛飾郡深井新田）であったが、江戸川の流域変更により東西に分離され、1889年（明治22年）に江戸川西岸を埼玉県北葛飾郡に編入し現在に至っている。
東は流山市深井新田・野田市今上、西は上笹塚・鍋小路、南は平方新田、北は鍋小路と隣接する。地内は主に水田などの農地で、地区の西側の江戸川の旧流路跡の自然堤防沿いに列状の集落を形成している。

## 沿革
- 1869年（明治2年） - 葛飾県葛飾郡深井新田となる。
- 1871年（明治4年） - 廃藩置県により印旛県葛飾郡深井新田となる。
- 1873年（明治6年） - 県の統合と郡の分割により千葉県東葛飾郡深井新田となる。
- 1889年（明治22年） - 江戸川以西を埼玉県北葛飾郡に編入。周辺の三輪野江村、会野谷村、飯島村、加藤村、上笹塚村、小松川村、皿沼村、鹿見塚村、関新田村、半割村、二ツ沼村、土場村、中井村、中島村、吉屋村と合併し、北葛飾郡三輪野江村の大字深井新田となる。
- 1955年（昭和30年）3月1日 - 三輪野江村が吉川町、旭村と合併し、北葛飾郡吉川町の大字となる。
- 1996年（平成8年）4月1日 - 吉川町の市制施行により、吉川市の大字となる。

## 世帯数と人口
2017年（平成29年）10月1日現在の世帯数と人口は以下の通りである。
| 大字     | 世帯数 | 人口  |
| -------- | ------ | ----- |
| 深井新田 | 64世帯 | 165人 |

## 小・中学校の学区
市立小・中学校に通う場合、学区（校区）は以下の通りとなる。
| 番地 | 小学校                 | 中学校           |
| ---- | ---------------------- | ---------------- |
| 全域 | 吉川市立三輪野江小学校 | 吉川市立東中学校 |

## 交通
地内に鉄道は敷設されていない。

### 道路
地内には国道・主要地方道は通っていない。一般県道は以下のとおり。
- 埼玉県道156号三郷幸手自転車道線[5]
- 埼玉県道・千葉県道326号川藤野田線(玉葉橋)[5]

## 施設
- 吉川公園
- 西浄寺
- 六社神社 - 以前は玉葉橋近くに鎮座していたが、江戸川の堤防拡張に伴ない、境内の公会堂とともに現在地に移転した。